# Ophiomastix variabilis
Ophiomastix variabilis is een slangster uit de familie Ophiocomidae.
De wetenschappelijke naam van de soort werd in 1905 gepubliceerd door René Koehler.